# Најбољи рагбиста године
Најбољи рагбиста године (енгл. World Rugby Player of the Year) је награда коју додељује светска рагби федерација на крају сваке године. Ову престижну награду најчешће су освајали рагбисти са Новог Зеланда. Листа освајача награде за најбољег рагбисту Света и оних рагбиста који награду нису освојили, али су били у конкуренцији:
2001. Кит Вуд (Џорџ Греган, Брајан О'Дрискол, Џорџ Смит (рагбиста), Џони Вилкинсон)
2002. Фабијен Галти (Ричи Мако, Џо ван Ниекерк, Брајан О'Дрискол, Џејсон Робинсон)
2003. Џони Вилкинсон (Имануел Харинордокој, Ричи Мако, Стив Томпсон, Фил Воф)
2004. Скалк Бергер (Серж Бетсен, Гордон Д'Арси, Мет Гито, Маријус Жуберт)
2005. Ден Картер (Брајан Хабана, Виктор Метфилд, Ричи Мако, Тана Умага)
2006. Ричи Мако (Ден Картер, Крис Летем, Пол О'конел, Фури ду През)
2007. Брајан Хабана (Фелипе Контепоми, Хуан Мартин Хернандез, Јаник Жозион, Ричи Мако)
2008. Шејн Вилијамс (Мајк Блер, Ден Картер, Рајан Џоунс, Серђо Парисе )
2009. Ричи Мако (Џејми Хислип, Брајан О'Дрискол, Фури ду През, Френсоис Стејн, Мет Гито, Том Крофт)
2010. Ричи Мако (Милс Мулијајна, Виктор Метфилд, Имануел Харинордокој, Дејвид Покок, Кертли Бејл)
2011. Тијери Дисотоар (Пири Вепу, Џероме Каино, Ма'а Нону, Дејвид Покок, Вил Џенија )
2012. Ден Картер (Овен Фарел, Фредерик Мишелак, Ричи Мако)
2013. Киран Рид (Ебен Етзебет, Ли Халфпени, Серђо Парисе, Бен Смит)
2014. Броди Реталик (Вили ле Ру, Џулијан Савеа, Џони Секстон, Дуан Вермулен)
2015. Ден Картер (Мајкл Хупер, Грег Леидлов, Дејвид Покок, Џулијан Савеа, Алан Вин Џонс)